# كارولين لاجيرفيلت
كارولين لاجيرفيلت هي ممثلة أمريكية وسويدية، ولدت في 23 سبتمبر 1947 بباريس في فرنسا.

## أعمال

### أفلام
- (1986) النسر الحديدي
- (2002) تقرير الأقلية[3]
- (2006) بوسيدون[4][5][6]
- (2014) رجل المنزل[7]

### مسلسلات
- الملفات الغامضة
- إن سي آي إس
- بيفرلي هيلز 90210
- فتاة النميمة
- كاسل
- كيف قابلت أمكما
- هاوس

## وصلات خارجية
- كارولين لاجيرفيلت على موقع IMDb (الإنجليزية)
- كارولين لاجيرفيلت على موقع قاعدة بيانات الأفلام العربية
- كارولين لاجيرفيلت على موقع ألو سيني (الفرنسية)
- كارولين لاجيرفيلت على موقع أول موفي (الإنجليزية)
- كارولين لاجيرفيلت على موقع قاعدة بيانات برودواي على الإنترنت (الإنجليزية)
- كارولين لاجيرفيلت على موقع قاعدة بيانات برودواي على الإنترنت (الإنجليزية)
- كارولين لاجيرفيلت على موقع قاعدة بيانات الأفلام السويدية (السويدية)
- كارولين لاجيرفيلت على موقع قاعدة بيانات الفيلم (الإنجليزية)
- كارولين لاجيرفيلت على موقع كينوبويسك (الروسية)